# Châtenay-en-France
Châtenay-en-France è un comune francese di 67 abitanti situato nel dipartimento della Val-d'Oise nella regione dell'Île-de-France.

## Società

### Evoluzione demografica
Abitanti censiti